# Czosnek siatkowaty
Czosnek siatkowaty (Allium victorialis L.) – gatunek byliny należący do rodziny amarylkowatych (Amaryllidaceae) (podrodziny czosnkowych). Rośnie dziko w Azji i Europie (bez północnej części tych kontynentów). W Polsce na naturalnych siedliskach jest rzadki, występuje w południowo-wschodniej części kraju i w Sudetach.

## Morfologia

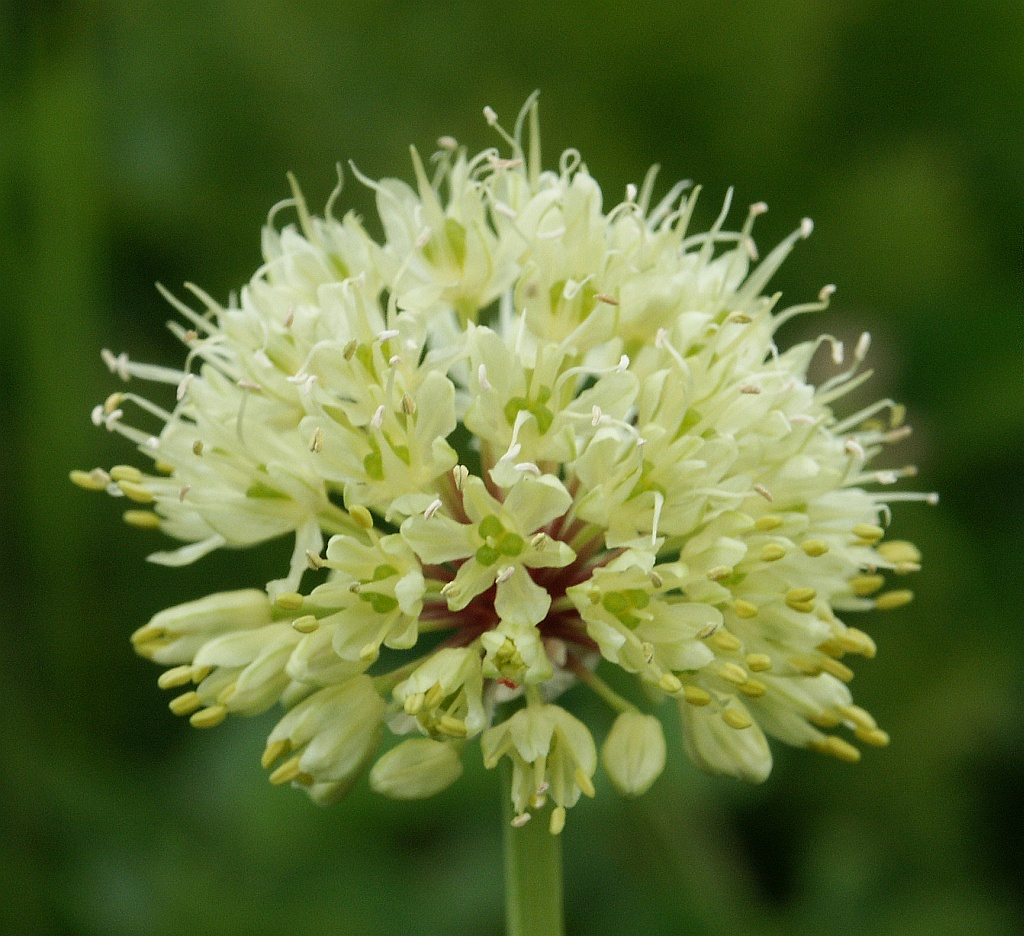
Kwiaty

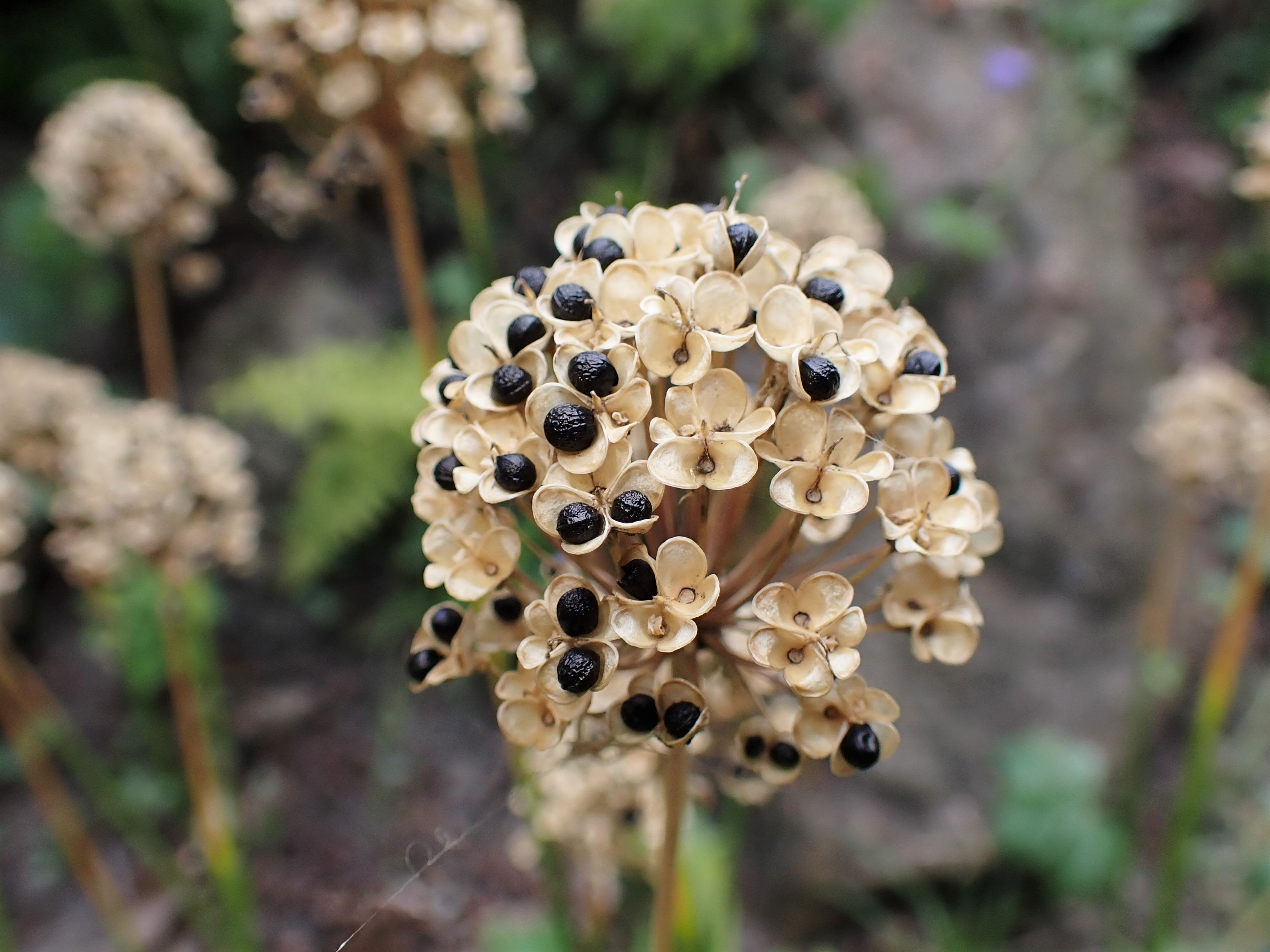
Owoce z nasionami

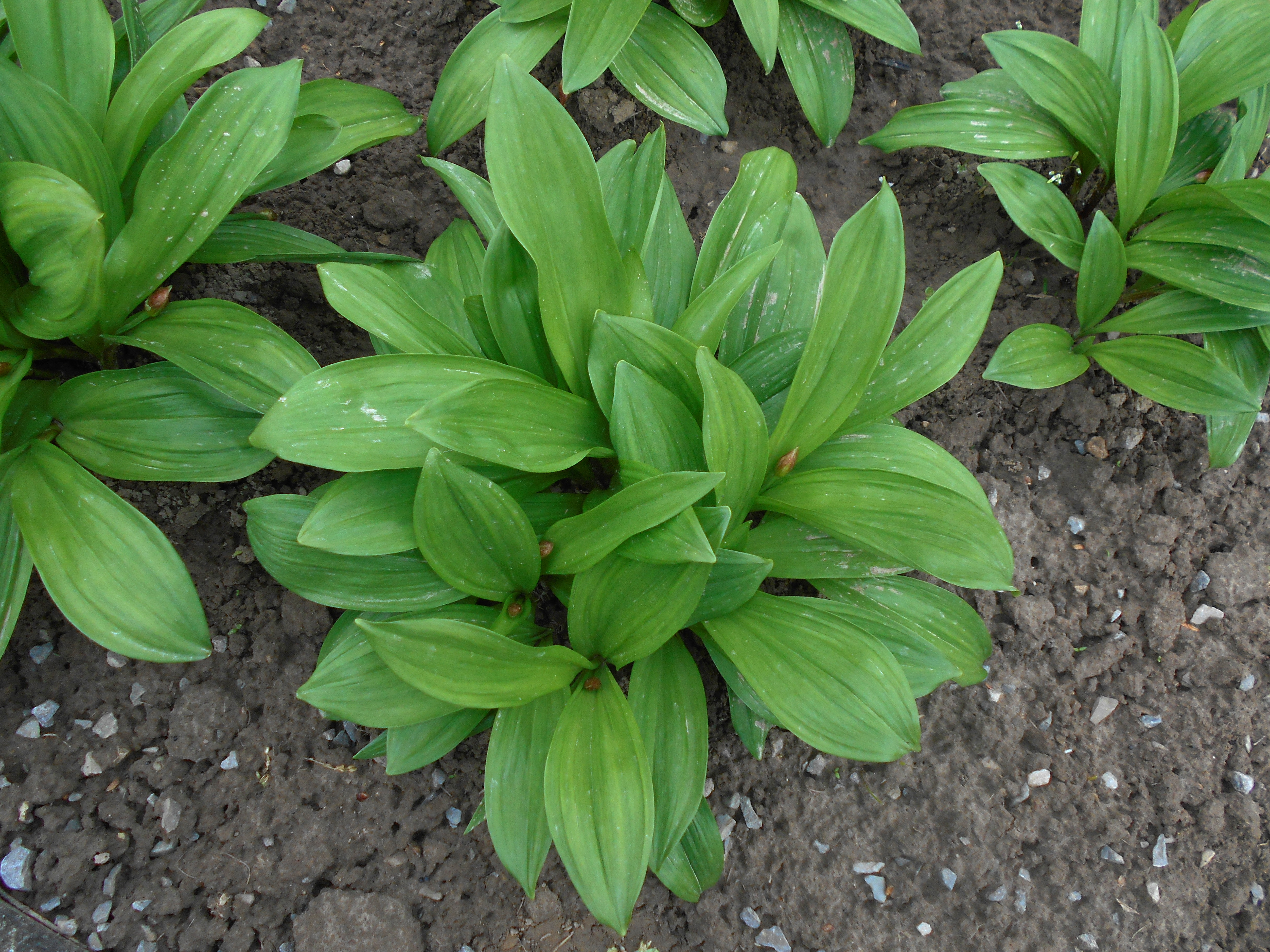
Liście

ŁodygaGłąbik o wysokości 20–60 cm. Pod ziemią skośne i grube kłącze oraz liczne cebulki o wrzecionowatym kształcie, okryte brunatnymi włóknami.
Liście2–3, duże i sztywne. Są krótkoogonkowe, podłużnie lancetowate lub podłużnie eliptyczne.
KwiatyZebrane w kulisty baldach, który przed kwitnieniem jest zwisły i nie posiada cebulek. Okrywa baldachu jest tak długa, jak baldach, 1-2-klapowa, biaława. Działki kwiatu białe lub zielonożółtawe. Pręciki dłuższe od działek.
OwocTorebka.
KłączeGrube, skośne, z cebulami pokrytymi brunatnymi włóknami.

## Biologia i ekologia
Bylina, geofit. Rośnie na skałach i halach. Kwitnie w lipcu i sierpniu.

## Zagrożenia
Gatunek umieszczony na Czerwonej liście roślin i grzybów Polski (2006) i na obszarze Polski uznany za wymierający na izolowanych stanowiskach (kategoria zagrożenia [E]). W wydaniu z 2016 roku otrzymał kategorię NT (bliski zagrożenia).

## Zastosowanie
W Japonii, Korei i na Kaukazie jest uprawiany.